# Тшеснюв (Підкарпатське воєводство)
Тшеснюв (пол. Trześniów) — село в Польщі, у гміні Гачув Березівського повіту Підкарпатського воєводства.
Населення — 1246 осіб (2011).
У 1975-1998 роках село належало до Кросненського воєводства.

## Демографія
Демографічна структура станом на 31 березня 2011 року:
|          | Загалом | Допрацездатний вік | Працездатний вік | Постпрацездатний вік |
| -------- | ------- | ------------------ | ---------------- | -------------------- |
| Чоловіки | 603     | 141                | 392              | 70                   |
| Жінки    | 643     | 145                | 353              | 145                  |
| Разом    | 1246    | 286                | 745              | 215                  |